# Waverly (Iowa)
Waverly es una ciudad ubicada en el condado de Bremer en el estado estadounidense de Iowa. En el Censo de 2010 tenía una población de 9874 habitantes y una densidad poblacional de 331,31 personas por km².

## Geografía
Waverly se encuentra ubicada en las coordenadas 42°43′31″N 92°28′11″O / 42.72528, -92.46972. Según la Oficina del Censo de los Estados Unidos, Waverly tiene una superficie total de 29.8 km², de la cual 28.51 km² corresponden a tierra firme y (4.35%) 1.3 km² es agua.

## Demografía
Según el censo de 2010, había 9874 personas residiendo en Waverly. La densidad de población era de 331,31 hab./km². De los 9874 habitantes, Waverly estaba compuesto por el 95.29% blancos, el 1.67% eran afroamericanos, el 0.09% eran amerindios, el 1.24% eran asiáticos, el 0% eran isleños del Pacífico, el 0.31% eran de otras razas y el 1.4% pertenecían a dos o más razas. Del total de la población el 1.34% eran hispanos o latinos de cualquier raza.